# アドルフ・ホーヘンシュタイン
アドルフ・ホーヘンシュタイン（Adolf (Adolfo) Hohenstein、1854年3月18日 - 1928年4月12日）はドイツ人の両親を持つ、イラストレーター、ポスター画家である。イタリアで活躍し、イタリアではファーストネームはアドルフォ(Adolfo)とした。
レオネット・カッピエロ、ジョヴァンニ・マタローニ、レオポルド・メトリコヴィッツ、ドゥドヴィッチ(Marcello Dudovich)と並んでイタリアのポスター美術を代表する画家である。

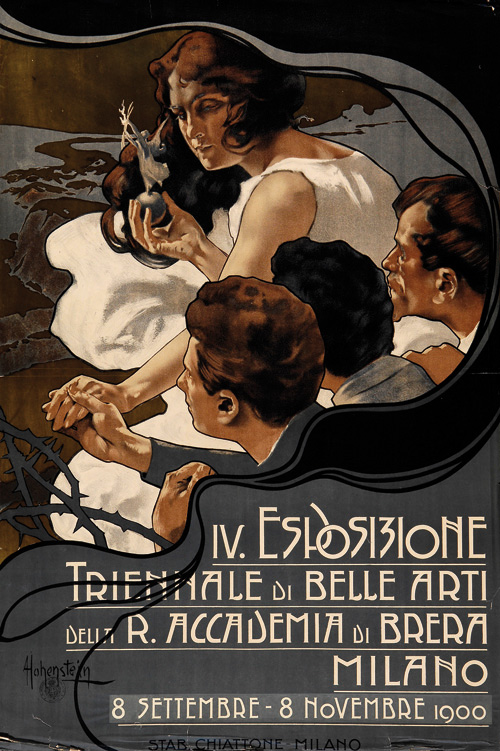
1900年ミラノ美術三年展のポスターIV Esposizione Triennale di Belle Arti di Milano del 1900、アドルフ・ホーエンシュタインによる

## 略歴
ロシアのサンクトペテルブルクでドイツ人の両親から生まれた。父親は森林技術者で、家族は様々な国に住んだ。ウィーンの学校を卒業し、インドを旅し、インドの上流階級の邸の装飾の仕事をした。1879年からイタリアのミラノに住み、スカラ座や他の劇場で舞台デザインや衣装デザインの仕事をした。
音楽出版でも知られるミラノの出版会社リコルディのオーナー、ジューリオ・リコルディと出会い、リコルディの工房で働くようになり、劇場の『ラ・ボエーム』や『トスカ』の公演のポスターや食品会社のカンパリやブイトーニ、新聞社「コリエーレ・デラ・セラ」の広告ポスターを製作し、多数の絵葉書や、楽譜の表紙などもデザインした。劇場の舞台デザインの仕事も続けた。 
1900年代初めに、結婚した後ドイツとイタリアを行き来するようになり、1906年にシンプロントンネル開通を記念する展覧会のポスターのコンペティションで選ばれた後、ボンやデュッセルドルフに住むようになり、壁画などの仕事をした。ボンで死去した。

## 作品

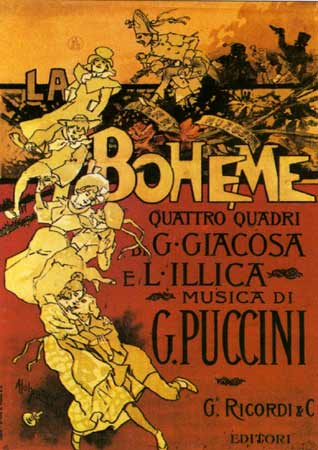
『ラ・ボエーム』のポスター
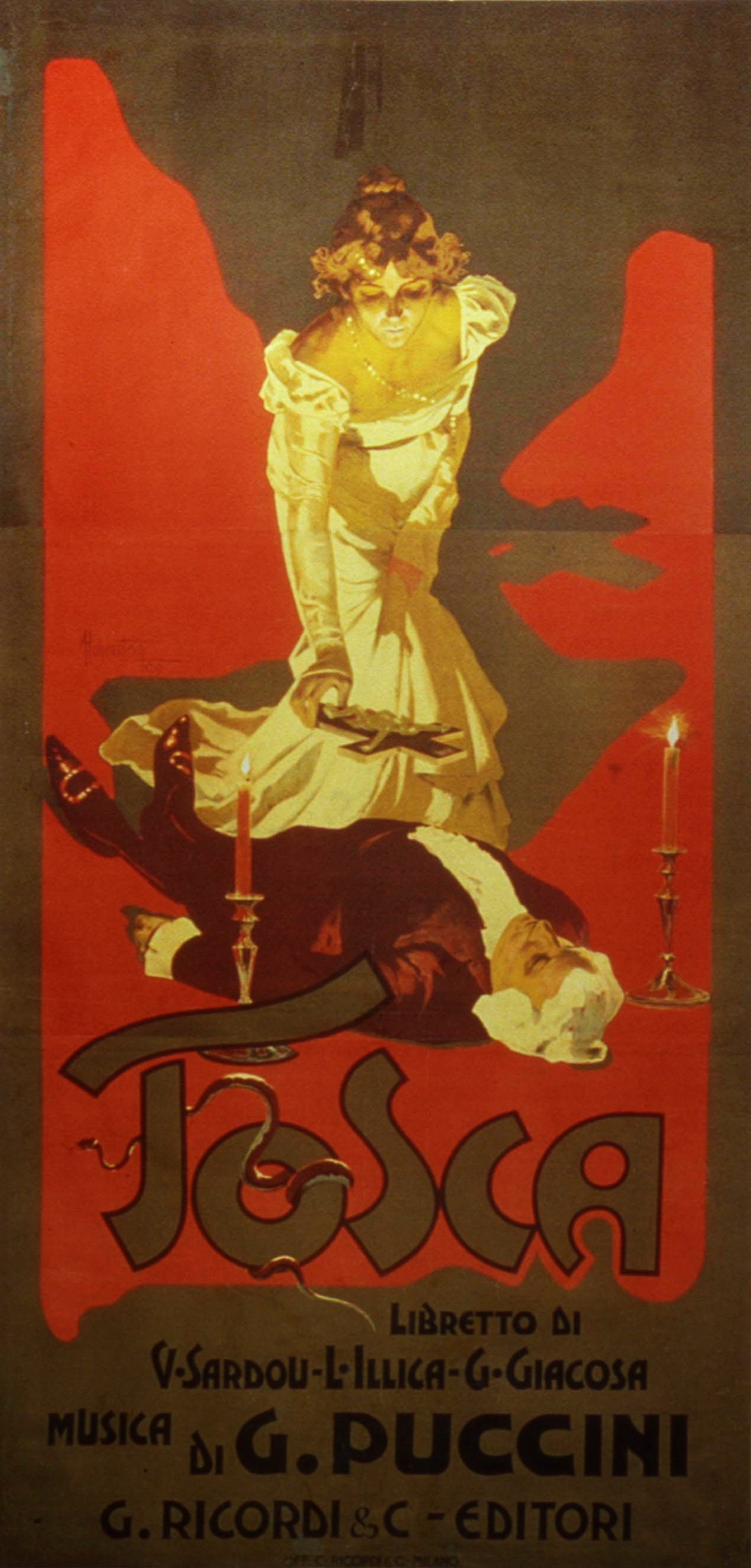
『トスカ』のポスター
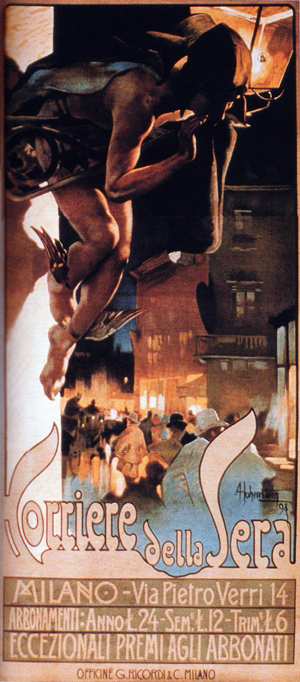
新聞社のポスター
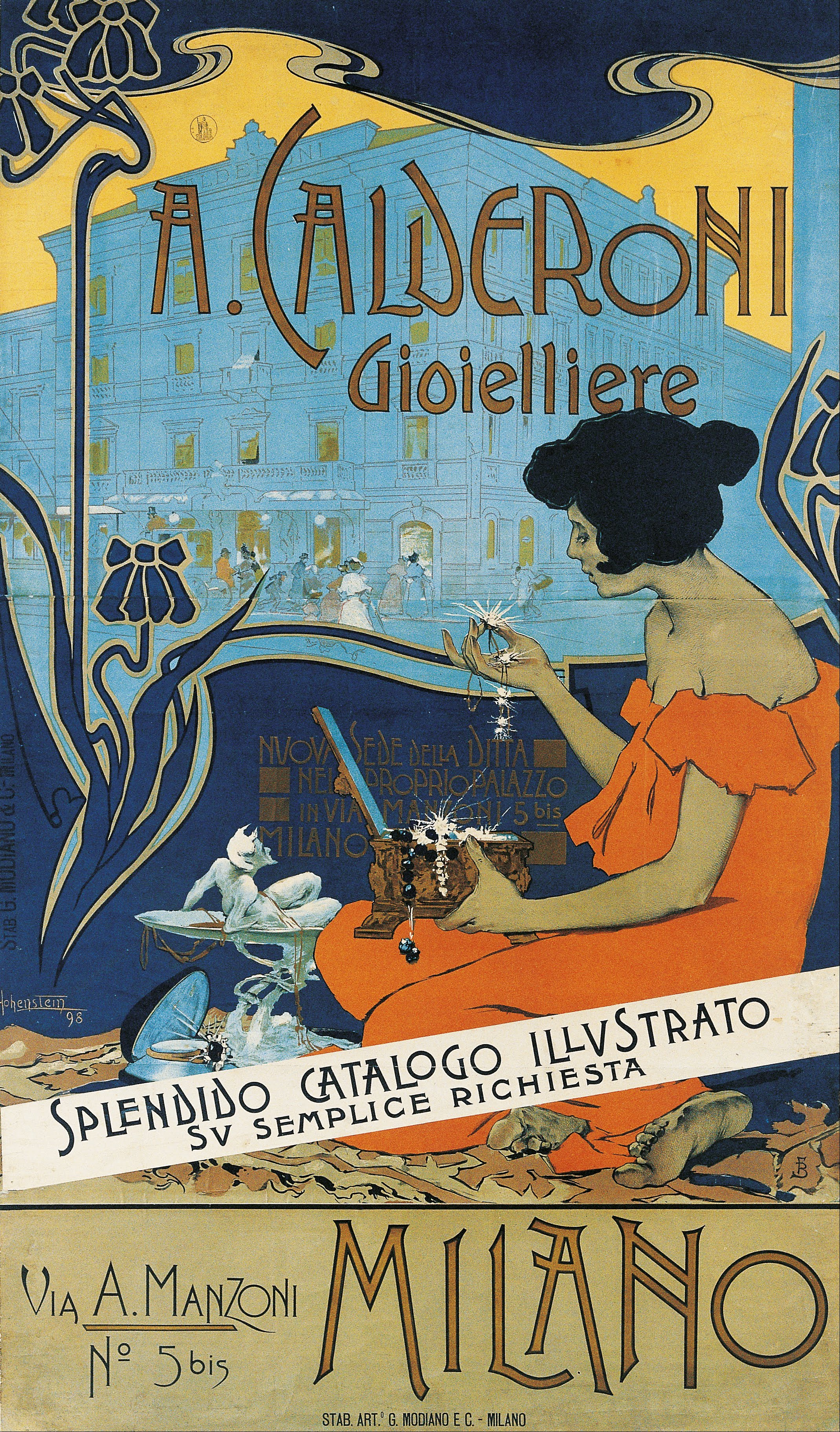
宝石店のポスター
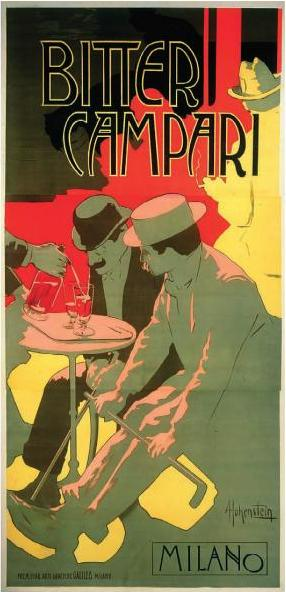
カンパリのポスター